# Карпинский, Пётр Михайлович
Пётр Михайлович Карпинский (1808, Москва — 1856, Уфа, Оренбургская губерния) — русский горный инженер, управляющий рудников и золотых промыслов на Урале.
Отец президента РАН и АН СССР Александра Петровича Карпинского (1846—1936).

## Биография
Родился в 1808 (по другим данным 1810) году в Москве, в семье горного инженера Михаила Михайловича Карпинского (1777—1848). Его брат Михаил (1809—1868) также был горным инженером.
В 1829 году окончил Корпус горных инженеров.
Начал служить в Московском горном правлении и в Департаменте горных и соляных дел.
Работал на Урале:
- 1835 — смотритель золотых промыслов Богословского округа.
- 1837 — управляющий Турьинских медный рудников и управляющий золотых промыслов (с 1841).
- 1848 — горный начальник Екатеринбургских заводов.

В 1847 году получил чин подполковника. В 1854 году вышел в отставку полковником.
Скончался осенью 1856 года в Уфе, во время служебной поездки.

## Семья

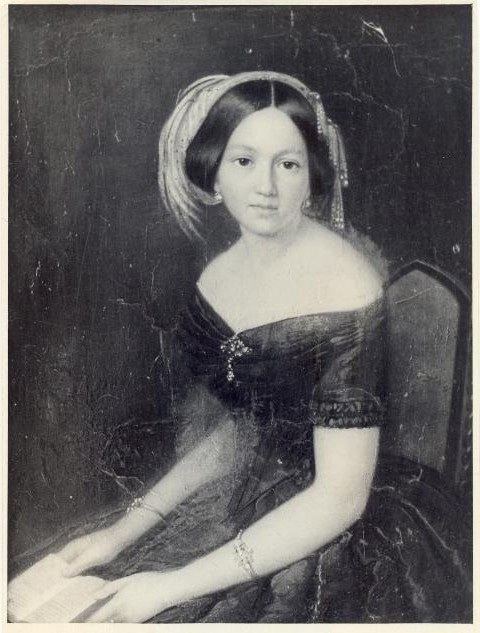
Мария Фердинандовна Карпинская (Грасгоф)

Жена — Мария Фердинандовна (17 ноября 1823 — 1892), её отец — Грасгоф, Фердинанд Богданович.
Дети:
- Мария (1841—1923), муж — В. В. Редикорцев, сын — Владимир, зоолог
- Михаил (1843— ок. 1920)
- Алексей (1845—1920)
- Александр (1846—1936) — геолог, академик.
- Пётр (1850—1855).

## Награды
- 1843 — Орден Святого Станислава (Российская империя) 3 степени[4].